# ARCTUS
ARCTUS eller Advanced Research and Conventional Technology Utilization Spacecraft var en föreslagen rymdfarkost från företaget Spacehab. Farkosten var företaget bidrag till Nasa:s "COTS-tävling".
Farkosten var tänkt att leverera upptill 4 900 kg förnödenheter och experiment till ISS. Farkostens trycksatta del skulle kunna återvända med upptill 1 400 kg material till jorden.
Man planerade att skjuta upp farkosten med en Atlas V-raket.
Man hade planer på både trycksatta och trycklösa varianter av farkosten.